# Neoseiulus pseudoherbarius
Neoseiulus pseudoherbarius är en spindeldjursart som beskrevs av Meshkov 1994. Neoseiulus pseudoherbarius ingår i släktet Neoseiulus och familjen Phytoseiidae. Inga underarter finns listade i Catalogue of Life.